# Qatarees voetbalelftal (mannen)
Het Qatarees voetbalelftal is een team van voetballers dat Qatar vertegenwoordigt bij internationale wedstrijden en competities, zoals de kwalificatiewedstrijden voor het wereldkampioenschap voetbal en de strijd om het Aziatisch kampioenschap voetbal.

## Geschiedenis
Qatar speelde zijn eerste internationale wedstrijd tegen Bahrein, er werd met 2-1 verloren. Qatar deed voor het eerst mee aan kwalificatie-wedstrijden in 1975 voor het Aziatisch Kampioenschap en in 1977 voor het WK. Het plaatste zich voor het Aziatisch Kampioenschap in 1980, Qatar werd in de eerste ronde uitgeschakeld. In 1981 deed  het jeugdteam van Qatar mee aan het Wereldkampioenschap onder 20 in Australië en haalde de finale ten koste van Brazilië en Engeland. In de finale werd met 4-0 van West-Duitsland verloren. Qatar deed ook mee aan de Olympische Spelen van 1984 en 1992 en haalde in 1992 de kwartfinale, waarna van Polen werd verloren.
Voor het WK van 1990 plaatste Qatar zich voor de eerste keer voor de finale-poule. In een toernooi in Singapore met zes deelnemers om twee WK-tickets eindigde Qatar op de derde plaats met één punt achterstand op nummer twee Verenigde Arabische Emiraten. Vanaf 1990 tot en met heden plaatste Qatar zich slechts twee keer niet voor de finale-poule, maar in die finale-poule kwam het steeds niet verder dan een vierde plaats. Voor het WK van 1998 had het wel een beslissende rol, door een 1-0 zege op Iran had het bij een nieuwe zege kwalificatie afgedwongen, maar een thuisnederlaag tegen Saoedi-Arabië voorkwam succes. Vanaf 1980 haalde het land één keer de Aziatische Kampioenschap niet, twee keer overleefde het de tweede ronde. In 2000 en 2011 werd het uitgeschakeld door respectievelijk Iran en Oezbekistan.
In 2010 plaatste Qatar zich voor het WK, want het land kreeg de organisatie voor het WK in 2022 aangewezen. Begin juni 2014 kwam de Britse krant 'The Sunday Times' met de melding dat zij honderden documenten hebben waaruit zou blijken dat stemgerechtigde FIFA-leden zijn omgekocht om op Qatar te stemmen.. Over de omstandigheden waaronder de stadions en andere voorzieningen voor het WK worden gebouwd is veel te doen. Vakorganisaties wijzen op de slechte behandeling van de veelal buitenlandse werknemers die bij de bouw betrokken zijn. Uitbuiting, lang doorwerken onder temperaturen van rond de 50 °C en soms levensgevaarlijke situaties spelen hen ernstig parten. Er zouden bijna dagelijks doden vallen bij de werkzaamheden. Ook werd besloten, dat het WK in de winter gehouden zou worden vanwege de hoge temperaturen in de zomer, hetgeen een probleem oplevert met de Europese competities.
Voor kwalificatie voor het WK in 2018 haalde Qatar met gemak de finalepoule: alleen van China werd verloren, de overige zeven wedstrijden werden gewonnen. In de finale-poule eindigde Qatar op de laatste plaats. Op 13 juni 2017 won het land in de WK-kwalificatiereeks op eigen veld met 3-2 van het hoger aangeslagen Zuid-Korea, waarna bondscoach Jorge Fossati een dag later zijn ontslag indiende. De voetbalbond van Qatar liet in een verklaring weten verrast te zijn over het besluit van de coach uit Uruguay, die nog geen jaar in dienst was. Fossati had al eerder gedreigd met een vertrek. Hij kon zich niet vinden in het plan van de bond om genaturaliseerde voetballers niet meer op te nemen in de nationale ploeg. Iets minder dan de helft van de nationale voetbalploeg bestaat uit spelers die geboren zijn in een ander land.
Qatar won in 2019 het Aziatisch kampioenschap voetbal. Op het toernooi in de Verenigde Arabische Emiraten won het in de finale met 3-1 van Japan.
In 2022 debuteert Qatar op het wereldkampioenschap dat het zelf organiseert. De laatste keer dat een land dat overkwam was in 1934.

## Deelname aan internationale toernooien

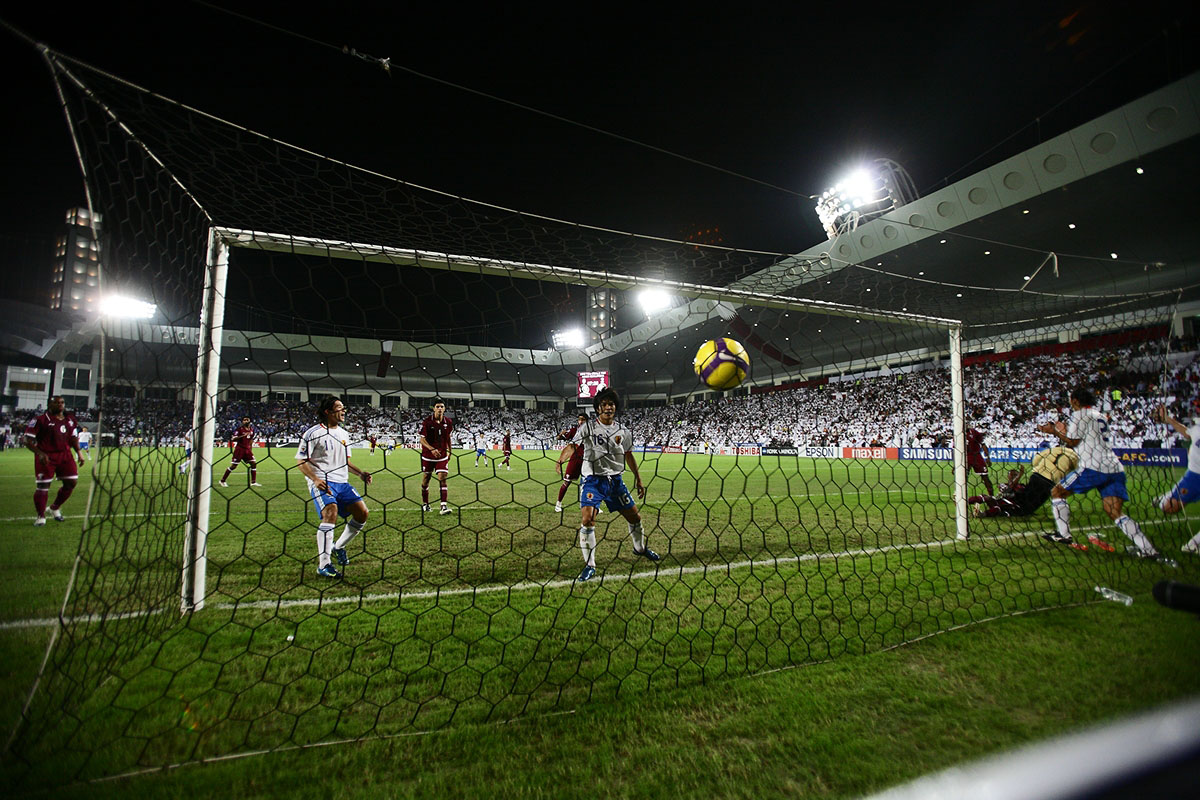
Kwalificatieduel

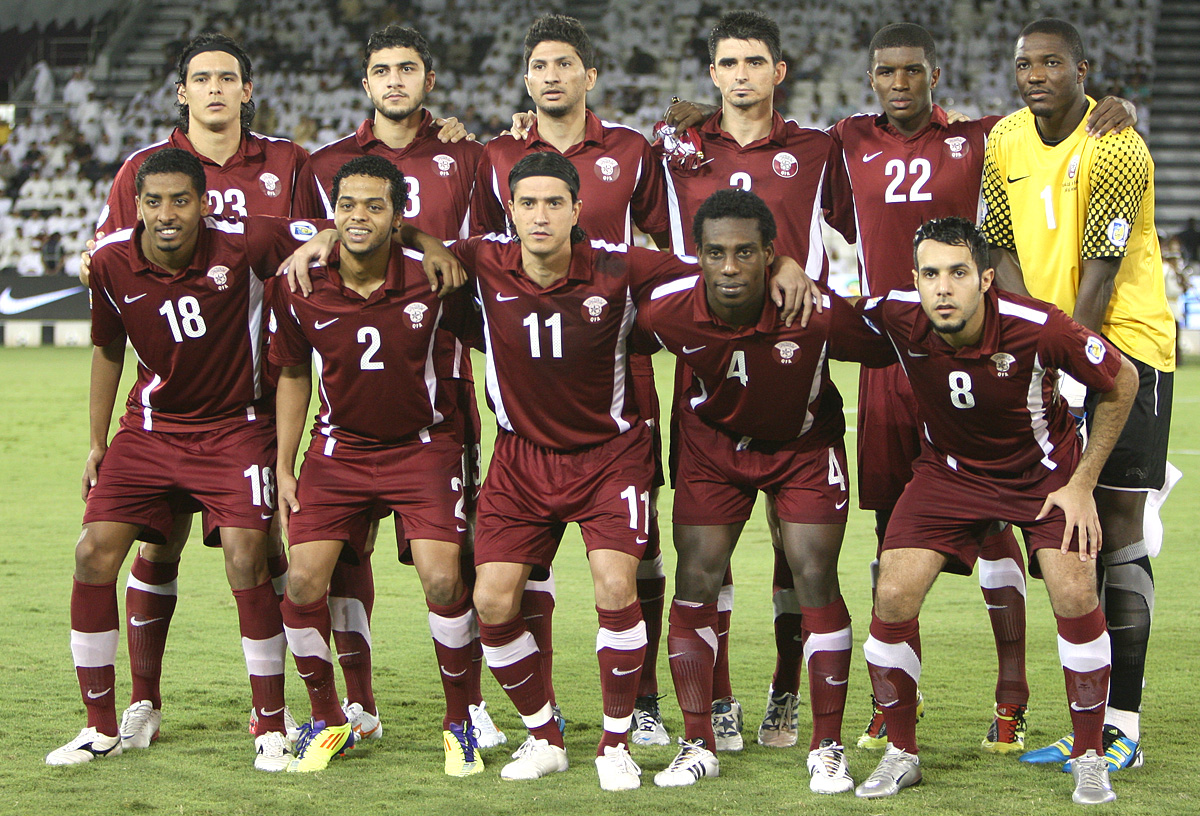
Voetbalelftal van Qatar

### Wereldkampioenschap
| 1978 | Niet gekwalificeerd            | Niet gekwalificeerd            | Niet gekwalificeerd            | Niet gekwalificeerd            | Niet gekwalificeerd            | Niet gekwalificeerd            | Niet gekwalificeerd            | Niet gekwalificeerd            |
| 1982 | Niet gekwalificeerd            | Niet gekwalificeerd            | Niet gekwalificeerd            | Niet gekwalificeerd            | Niet gekwalificeerd            | Niet gekwalificeerd            | Niet gekwalificeerd            | Niet gekwalificeerd            |
| 1986 | Niet gekwalificeerd            | Niet gekwalificeerd            | Niet gekwalificeerd            | Niet gekwalificeerd            | Niet gekwalificeerd            | Niet gekwalificeerd            | Niet gekwalificeerd            | Niet gekwalificeerd            |
| 1990 | Niet gekwalificeerd            | Niet gekwalificeerd            | Niet gekwalificeerd            | Niet gekwalificeerd            | Niet gekwalificeerd            | Niet gekwalificeerd            | Niet gekwalificeerd            | Niet gekwalificeerd            |
| 1994 | Niet gekwalificeerd            | Niet gekwalificeerd            | Niet gekwalificeerd            | Niet gekwalificeerd            | Niet gekwalificeerd            | Niet gekwalificeerd            | Niet gekwalificeerd            | Niet gekwalificeerd            |
| 1998 | Niet gekwalificeerd            | Niet gekwalificeerd            | Niet gekwalificeerd            | Niet gekwalificeerd            | Niet gekwalificeerd            | Niet gekwalificeerd            | Niet gekwalificeerd            | Niet gekwalificeerd            |
| 2002 | Niet gekwalificeerd            | Niet gekwalificeerd            | Niet gekwalificeerd            | Niet gekwalificeerd            | Niet gekwalificeerd            | Niet gekwalificeerd            | Niet gekwalificeerd            | Niet gekwalificeerd            |
| 2006 | Niet gekwalificeerd            | Niet gekwalificeerd            | Niet gekwalificeerd            | Niet gekwalificeerd            | Niet gekwalificeerd            | Niet gekwalificeerd            | Niet gekwalificeerd            | Niet gekwalificeerd            |
| 2010 | Niet gekwalificeerd            | Niet gekwalificeerd            | Niet gekwalificeerd            | Niet gekwalificeerd            | Niet gekwalificeerd            | Niet gekwalificeerd            | Niet gekwalificeerd            | Niet gekwalificeerd            |
| 2014 | Niet gekwalificeerd            | Niet gekwalificeerd            | Niet gekwalificeerd            | Niet gekwalificeerd            | Niet gekwalificeerd            | Niet gekwalificeerd            | Niet gekwalificeerd            | Niet gekwalificeerd            |
| 2018 | Niet gekwalificeerd            | Niet gekwalificeerd            | Niet gekwalificeerd            | Niet gekwalificeerd            | Niet gekwalificeerd            | Niet gekwalificeerd            | Niet gekwalificeerd            | Niet gekwalificeerd            |
| 2022 | Groepsfase                     | 3                              | 0                              | 0                              | 3                              | 1                              | 7                              |                                |
| 2026 | Kwalificatie nog niet begonnen | Kwalificatie nog niet begonnen | Kwalificatie nog niet begonnen | Kwalificatie nog niet begonnen | Kwalificatie nog niet begonnen | Kwalificatie nog niet begonnen | Kwalificatie nog niet begonnen | Kwalificatie nog niet begonnen |

### Aziatisch kampioenschap
| 1976 | Niet gekwalificeerd | Niet gekwalificeerd | Niet gekwalificeerd | Niet gekwalificeerd | Niet gekwalificeerd | Niet gekwalificeerd | Niet gekwalificeerd | Niet gekwalificeerd |
| 1980 | Groepsfase          | 4                   | 1                   | 1                   | 2                   | 3                   | 8                   | (Kwal.)             |
| 1984 | Groepsfase          | 4                   | 1                   | 2                   | 1                   | 3                   | 3                   | (Kwal.)             |
| 1988 | Groepsfase          | 4                   | 2                   | 0                   | 2                   | 7                   | 6                   |                     |
| 1992 | Groepsfase          | 3                   | 0                   | 2                   | 1                   | 3                   | 4                   | (Kwal.)             |
| 1996 | Niet gekwalificeerd | Niet gekwalificeerd | Niet gekwalificeerd | Niet gekwalificeerd | Niet gekwalificeerd | Niet gekwalificeerd | Niet gekwalificeerd | Niet gekwalificeerd |
| 2000 | Kwartfinale         | 4                   | 0                   | 3                   | 1                   | 3                   | 5                   | (Kwal.)             |
| 2004 | Groepsfase          | 3                   | 0                   | 1                   | 2                   | 2                   | 4                   | (Kwal.)             |
| 2007 | Groepsfase          | 3                   | 0                   | 2                   | 1                   | 3                   | 4                   | (Kwal.)             |
| 2011 | Kwartfinale         | 4                   | 2                   | 0                   | 2                   | 7                   | 4                   |                     |
| 2015 | Groepsfase          | 3                   | 0                   | 0                   | 3                   | 2                   | 7                   | (Kwal.)             |
| 2019 | Winnaar             | 7                   | 7                   | 0                   | 0                   | 19                  | 1                   | (Kwal.)             |
| 2023 | Gekwalificeerd      | Gekwalificeerd      | Gekwalificeerd      | Gekwalificeerd      | Gekwalificeerd      | Gekwalificeerd      | Gekwalificeerd      | (Kwal.)             |

### West-Aziatisch kampioenschap
| West-Aziatisch kampioenschap voetbal overzicht | West-Aziatisch kampioenschap voetbal overzicht | West-Aziatisch kampioenschap voetbal overzicht | West-Aziatisch kampioenschap voetbal overzicht | West-Aziatisch kampioenschap voetbal overzicht | West-Aziatisch kampioenschap voetbal overzicht | West-Aziatisch kampioenschap voetbal overzicht | West-Aziatisch kampioenschap voetbal overzicht | West-Aziatisch kampioenschap voetbal overzicht |
| Jaar                                           | Ronde                                          | Wed.                                           | W                                              | G                                              | V                                              | DV                                             | DT                                             |                                                |
| ---------------------------------------------- | ---------------------------------------------- | ---------------------------------------------- | ---------------------------------------------- | ---------------------------------------------- | ---------------------------------------------- | ---------------------------------------------- | ---------------------------------------------- | ---------------------------------------------- |
| 2008                                           | Halve finale                                   | 3                                              | 1                                              | 0                                              | 2                                              | 2                                              | 9                                              |                                                |
| 2010                                           | Geen deelname                                  | Geen deelname                                  | Geen deelname                                  | Geen deelname                                  | Geen deelname                                  | Geen deelname                                  | Geen deelname                                  | Geen deelname                                  |
| 2012                                           | Geen deelname                                  | Geen deelname                                  | Geen deelname                                  | Geen deelname                                  | Geen deelname                                  | Geen deelname                                  | Geen deelname                                  | Geen deelname                                  |
| 2014                                           | Kampioen                                       | 4                                              | 4                                              | 0                                              | 0                                              | 10                                             | 1                                              |                                                |
| 2019                                           | Geen deelname                                  | Geen deelname                                  | Geen deelname                                  | Geen deelname                                  | Geen deelname                                  | Geen deelname                                  | Geen deelname                                  | Geen deelname                                  |

### Golf Cup of Nations
| Golf Cup of Nations overzicht | Golf Cup of Nations overzicht | Golf Cup of Nations overzicht | Golf Cup of Nations overzicht | Golf Cup of Nations overzicht | Golf Cup of Nations overzicht | Golf Cup of Nations overzicht | Golf Cup of Nations overzicht | Golf Cup of Nations overzicht |
| Jaar                          | Ronde                         | Wed.                          | W                             | G                             | V                             | DV                            | DT                            |                               |
| ----------------------------- | ----------------------------- | ----------------------------- | ----------------------------- | ----------------------------- | ----------------------------- | ----------------------------- | ----------------------------- | ----------------------------- |
| 1970                          | Vierde                        | 3                             | 0                             | 1                             | 2                             | 4                             | 7                             |                               |
| 1972                          | Vierde                        | 3                             | 0                             | 0                             | 3                             | 0                             | 10                            |                               |
| 1974                          | Derde                         | 4                             | 1                             | 1                             | 2                             | 6                             | 5                             |                               |
| 1976                          | Derde                         | 6                             | 4                             | 1                             | 1                             | 11                            | 6                             |                               |
| 1979                          | Vijfde                        | 6                             | 2                             | 1                             | 3                             | 4                             | 13                            |                               |
| 1982                          | Vijfde                        | 5                             | 2                             | 0                             | 3                             | 5                             | 4                             |                               |
| 1984                          | Tweede                        | 7                             | 4                             | 1                             | 2                             | 10                            | 6                             |                               |
| 1986                          | Vierde                        | 6                             | 1                             | 4                             | 1                             | 4                             | 5                             |                               |
| 1988                          | Zesde                         | 6                             | 1                             | 2                             | 3                             | 4                             | 8                             |                               |
| 1990                          | Tweede                        | 4                             | 1                             | 2                             | 1                             | 4                             | 4                             |                               |
| 1992                          | Kampioen                      | 5                             | 4                             | 0                             | 1                             | 8                             | 1                             |                               |
| 1994                          | Vierde                        | 5                             | 1                             | 1                             | 3                             | 6                             | 8                             |                               |
| 1996                          | Tweede                        | 5                             | 3                             | 1                             | 1                             | 9                             | 5                             |                               |
| 1998                          | Zesde                         | 5                             | 0                             | 3                             | 2                             | 3                             | 8                             |                               |
| 2002                          | Tweede                        | 5                             | 4                             | 0                             | 1                             | 7                             | 4                             |                               |
| 2003                          | Derde                         | 6                             | 2                             | 3                             | 1                             | 5                             | 3                             |                               |
| 2004                          | Kampioen                      | 5                             | 2                             | 3                             | 0                             | 10                            | 7                             |                               |
| 2007                          | Groepsfase                    | 3                             | 0                             | 1                             | 2                             | 2                             | 4                             |                               |
| 2009                          | Halve finale                  | 4                             | 1                             | 2                             | 1                             | 2                             | 2                             |                               |
| 2010                          | Groepsfase                    | 3                             | 1                             | 1                             | 1                             | 3                             | 3                             |                               |
| 2013                          | Groepsfase                    | 3                             | 1                             | 0                             | 2                             | 3                             | 5                             |                               |
| 2014                          | Kampioen                      | 5                             | 2                             | 3                             | 0                             | 6                             | 3                             |                               |
| 2017                          | Groepsfase                    | 3                             | 1                             | 1                             | 1                             | 6                             | 3                             |                               |
| 2019                          | Halve finale                  | 4                             | 2                             | 0                             | 2                             | 11                            | 5                             |                               |
| 2023                          | Halve finale                  | 4                             | 1                             | 1                             | 2                             | 5                             | 5                             |                               |

### Arab Nations Cup
| Palestina Cup overzicht    | Palestina Cup overzicht | Palestina Cup overzicht | Palestina Cup overzicht | Palestina Cup overzicht | Palestina Cup overzicht | Palestina Cup overzicht | Palestina Cup overzicht | Palestina Cup overzicht |
| Jaar                       | Ronde                   | Wed.                    | W                       | G                       | V                       | DV                      | DT                      |                         |
| -------------------------- | ----------------------- | ----------------------- | ----------------------- | ----------------------- | ----------------------- | ----------------------- | ----------------------- | ----------------------- |
| 1972                       | Groepsfase              | 4                       | 0                       | 0                       | 4                       | 5                       | 15                      |                         |
| 1973                       | Geen deelname           | Geen deelname           | Geen deelname           | Geen deelname           | Geen deelname           | Geen deelname           | Geen deelname           |                         |
| 1975                       | Geen deelname           | Geen deelname           | Geen deelname           | Geen deelname           | Geen deelname           | Geen deelname           | Geen deelname           |                         |
| Arab Nations Cup overzicht |                         |                         |                         |                         |                         |                         |                         |                         |
| Jaar                       | Ronde                   | Wed.                    | W                       | G                       | V                       | DV                      | DT                      |                         |
| 1985                       | Vierde                  | 4                       | 1                       | 0                       | 3                       | 3                       | 2                       |                         |
| 1988                       | Geen deelname           | Geen deelname           | Geen deelname           | Geen deelname           | Geen deelname           | Geen deelname           | Geen deelname           |                         |
| 1992                       | Geen deelname           | Geen deelname           | Geen deelname           | Geen deelname           | Geen deelname           | Geen deelname           | Geen deelname           |                         |
| 1998                       | Tweede                  | 4                       | 3                       | 0                       | 1                       | 5                       | 5                       |                         |
| 2002                       | Geen deelname           | Geen deelname           | Geen deelname           | Geen deelname           | Geen deelname           | Geen deelname           | Geen deelname           |                         |
| 2012                       | Geen deelname           | Geen deelname           | Geen deelname           | Geen deelname           | Geen deelname           | Geen deelname           | Geen deelname           |                         |
| FIFA Arab Cup overzicht    |                         |                         |                         |                         |                         |                         |                         |                         |
| 2021                       | Derde                   | 6                       | 4                       | 1                       | 1                       | 13                      | 3                       |                         |

### Copa América
| Zuid-Amerikaans kampioenschap overzicht | Zuid-Amerikaans kampioenschap overzicht | Zuid-Amerikaans kampioenschap overzicht | Zuid-Amerikaans kampioenschap overzicht | Zuid-Amerikaans kampioenschap overzicht | Zuid-Amerikaans kampioenschap overzicht | Zuid-Amerikaans kampioenschap overzicht | Zuid-Amerikaans kampioenschap overzicht | Zuid-Amerikaans kampioenschap overzicht |
| Jaar                                    | Ronde                                   | Wed.                                    | W                                       | G                                       | V                                       | DV                                      | DT                                      |                                         |
| --------------------------------------- | --------------------------------------- | --------------------------------------- | --------------------------------------- | --------------------------------------- | --------------------------------------- | --------------------------------------- | --------------------------------------- | --------------------------------------- |
| 2019                                    | Groepsfase                              | 3                                       | 0                                       | 1                                       | 2                                       | 2                                       | 5                                       |                                         |

### Gold Cup
| CONCACAF Gold Cup overzicht | CONCACAF Gold Cup overzicht | CONCACAF Gold Cup overzicht | CONCACAF Gold Cup overzicht | CONCACAF Gold Cup overzicht | CONCACAF Gold Cup overzicht | CONCACAF Gold Cup overzicht | CONCACAF Gold Cup overzicht |
| Jaar                        | Ronde                       | Wed.                        | W                           | G                           | V                           | DV                          | DT                          |
| --------------------------- | --------------------------- | --------------------------- | --------------------------- | --------------------------- | --------------------------- | --------------------------- | --------------------------- |
| 2021                        | Halve finale                | 5                           | 3                           | 1                           | 1                           | 12                          | 6                           |
| 2023                        | Kwartfinale                 | 4                           | 1                           | 1                           | 2                           | 3                           | 7                           |

## Huidige selectie
De volgende 30 spelers werden opgeroepen voor de interlands tegen  Canada en  Chili.
Interlands en doelpunten bijgewerkt tot en met de WK-kwalificatiewedstrijd tegen  Chili op 27 september 2022.
| №           | Naam                 | Wed. | Dlpnt. | Club       |
| ----------- | -------------------- | ---- | ------ | ---------- |
| Doel        |                      |      |        |            |
| 1           | Saad Al-Sheeb        | 81   | 0      | Al-Sadd    |
| 21          | Yousef Hassan        | 7    | 0      | Al-Gharafa |
| 31          | Salah Zakaria        | 0    | 0      | Al-Duhail  |
| 22          | Meshaal Barsham      | 15   | 0      | Al-Sadd    |
| Verdediging |                      |      |        |            |
| 2           | Ró-Ró                | 79   | 1      | Al-Sadd    |
| 3           | Abdelkarim Hassan    | 124  | 15     | Al-Sadd    |
| 5           | Tarek Salman         | 56   | 0      | Al-Sadd    |
| 13          | Musab Kheder         | 29   | 0      | Al-Sadd    |
| 14          | Homam Ahmed          | 27   | 2      | Al-Gharafa |
| 15          | Bassam Al-Rawi       | 53   | 2      | Al-Duhail  |
| 16          | Boualem Khoukhi      | 100  | 20     | Al-Sadd    |
| 29          | Mohammed Emad        | 0    | 0      | Al-Wakrah  |
| 32          | Jassem Gaber         | 0    | 0      | Al-Arabi   |
| Middenveld  |                      |      |        |            |
| 4           | Mohammed Waad        | 20   | 0      | Al-Sadd    |
| 6           | Abdulaziz Hatem      | 98   | 11     | Al-Rayyan  |
| 8           | Ali Assadalla        | 58   | 12     | Al-Sadd    |
| 12          | Karim Boudiaf        | 111  | 5      | Al-Duhail  |
| 20          | Ahmed Fadhel         | 0    | 0      | Al-Wakrah  |
| 23          | Mostafa Tarek        | 0    | 0      | Al-Sadd    |
| 25          | Abdelrahman Moustafa | 4    | 0      | Al-Duhail  |
| 35          | Osama Al-Tairi       | 0    | 0      | Al-Rayyan  |
| Aanval      |                      |      |        |            |
| 7           | Ahmed Alaaeldin      | 46   | 1      | Al-Gharafa |
| 9           | Mohammed Muntari     | 46   | 11     | Al-Duhail  |
| 10          | Hassan Al-Haydos     | 165  | 34     | Al-Sadd    |
| 11          | Akram Afif           | 85   | 25     | Al-Sadd    |
| 17          | Ismaeel Mohammad     | 68   | 4      | Al-Duhail  |
| 18          | Khalid Muneer        | 2    | 0      | Al-Wakrah  |
| 19          | Almoez Ali           | 76   | 39     | Al-Duhail  |
| 24          | Naif Al-Hadhrami     | 1    | 0      | Al-Rayyan  |
| 28          | Yusuf Abdurisag      | 7    | 1      | Al-Sadd    |

## FIFA-wereldranglijst[17]
| 1993 | 1994 | 1995 | 1996 | 1997 | 1998 | 1999 | 2000 | 2001 | 2002 | 2003 | 2004 | 2005 | 2006 | 2007 | 2008 | 2009 | 2010 | 2011 | 2012 | 2013 | 2014 | 2015 | 2016 | 2017 | 2018 | 2022 |
| ---- | ---- | ---- | ---- | ---- | ---- | ---- | ---- | ---- | ---- | ---- | ---- | ---- | ---- | ---- | ---- | ---- | ---- | ---- | ---- | ---- | ---- | ---- | ---- | ---- | ---- | ---- |
| 54   | 60   | 83   | 69   | 70   | 60   | 107  | 102  | 80   | 62   | 65   | 66   | 95   | 58   | 87   | 84   | 86   | 112  | 93   | 98   | 103  | 95   | 86   | 87   | 102  | 93   | 50   |

## Bondscoaches
- Bijgewerkt tot en met de WK-kwalificatiewedstrijd tegen  China (0–2) op 29 maart 2016.

| Naam                 | Van      | Tot      | D  | W  | G  | V  |
| -------------------- | -------- | -------- | -- | -- | -- | -- |
| Mohammed Kheiri      | 1969     | 1972     | 8  | 0  | 1  | 7  |
| Helmi Mahmoud        | 1974     | 1974     |    |    |    |    |
| Frank Wignall        | 1974     | 1977     |    |    |    |    |
| John Cardone         | 197?     | 197?     |    |    |    |    |
| Hassan Othman        | 1979     | 1979     |    |    |    |    |
| Evaristo de Macedo   | 1980     | 1986     | 75 |    |    |    |
| Procópio Cardoso     | 1987     | 1988     |    |    |    |    |
| Anatoly Prokopenko   | 1988     | 1988     |    |    |    |    |
| Cabralzinho          | 1989     | 1989     |    |    |    |    |
| Dino Sani            | 1989     | 1990     |    |    |    |    |
| Ulrich Maslo         | 1990     | 1990     |    |    |    |    |
| Luís Fernandes       | 1992     | 1992     |    |    |    |    |
| Evaristo de Macedo   | 1992     | 1992     |    |    |    |    |
| Ivo Wortmann         | 1992     | 1992     |    |    |    |    |
| Sebastião Lapola     | 1992     | 1993     |    |    |    |    |
| Adel Malallah        | 1993     | 1993     |    |    |    |    |
| Evaristo de Macedo   | 1994     | 1994     |    |    |    |    |
| Dave Mackay          | 1994     | 1995     |    |    |    |    |
| Jørgen Larsen        | 1995     | 1996     |    |    |    |    |
| Jo Bonfrère          | 1996     | 1997     |    |    |    |    |
| Džemal Hadžiabdić    | 1997     | 1997     |    |    |    |    |
| Luiz Gonzaga Milioli | 1998     | 1998     |    |    |    |    |
| Zé Mario             | Jul 1998 | Nov 1998 |    |    |    |    |
| Džemal Hadžiabdić    | 2000     | 2001     |    |    |    |    |
| Paulo Luiz Campos    | ?        | Dec 2001 |    |    |    |    |
| Pierre Lechantre     | Jan 2002 | Mei 2003 |    |    |    |    |
| Philippe Troussier   | Jun 2003 | Jul 2004 |    |    |    |    |
| Saeed Al-Misnad      | Jul 2004 | Aug 2004 |    |    |    |    |
| Džemaludin Mušović   | Aug 2004 | Jul 2007 |    |    |    |    |
| Jorge Fossati        | Aug 2007 | Sep 2008 |    |    |    |    |
| Bruno Metsu          | Sep 2008 | Feb 2011 | 43 | 13 | 13 | 17 |
| Milovan Rajevac      | Feb 2011 | Aug 2011 | 7  | 1  | 2  | 4  |
| Sebastião Lazaroni   | Aug 2011 | Dec 2011 | 10 | 2  | 6  | 2  |
| Paulo Autuori        | Feb 2012 | Jan 2013 | 10 | 1  | 5  | 4  |
| Fahad Thani          | Jan 2013 | Dec 2013 | 12 | 6  | 2  | 4  |
| Djamel Belmadi       | Dec 2013 | Apr 2015 | 22 | 11 | 7  | 4  |
| José Daniel Carreño  | Jun 2015 | –        | 11 | 9  | 0  | 2  |

## Statistieken
- Bijgewerkt tot en met de WK-kwalificatiewedstrijd tegen  China (0–2) op 29 maart 2016.

| Tegenstander   | Wed. | W  | G  | V  | DV | DT | DS  |
| -------------- | ---- | -- | -- | -- | -- | -- | --- |
| Afghanistan    | 5    | 4  | 1  | 0  | 16 | 3  | +13 |
| Albanië        | 1    | 0  | 0  | 1  | 1  | 2  | –1  |
| Algerije       | 4    | 1  | 1  | 2  | 2  | 5  | –3  |
| Argentinië     | 1    | 0  | 0  | 1  | 0  | 3  | –3  |
| Australië      | 5    | 1  | 1  | 3  | 2  | 10 | –8  |
| Azerbeidzjan   | 1    | 0  | 1  | 0  | 1  | 1  | 0   |
| Bahrein        | 36   | 7  | 17 | 12 | 31 | 35 | –4  |
| Bangladesh     | 4    | 3  | 1  | 0  | 12 | 2  | +10 |
| België         | 1    | 0  | 0  | 1  | 0  | 2  | –2  |
| Bhutan         | 2    | 2  | 0  | 0  | 18 | 0  | +18 |
| Bosnië en Her. | 2    | 1  | 1  | 0  | 3  | 1  | +2  |
| Bulgarije      | 1    | 0  | 0  | 1  | 2  | 3  | –1  |
| Burkina Faso   | 1    | 0  | 1  | 0  | 2  | 2  | 0   |
| China          | 16   | 5  | 4  | 7  | 14 | 21 | –7  |
| Congo-Kinshasa | 1    | 0  | 1  | 0  | 2  | 2  | 0   |
| Ecuador        | 2    | 0  | 1  | 1  | 2  | 3  | –1  |
| Egypte         | 9    | 3  | 1  | 5  | 8  | 20 | –12 |
| Estland        | 2    | 2  | 0  | 0  | 5  | 0  | +5  |
| Filipijnen     | 1    | 1  | 0  | 0  | 5  | 0  | +5  |
| Finland        | 4    | 1  | 3  | 0  | 4  | 3  | +1  |
| Georgië        | 1    | 0  | 0  | 1  | 1  | 2  | –1  |
| Ghana          | 1    | 1  | 0  | 0  | 3  | 1  | +2  |
| Griekenland    | 1    | 0  | 0  | 1  | 0  | 1  | –1  |
| Haïti          | 1    | 0  | 0  | 1  | 0  | 1  | –1  |
| Hongarije      | 3    | 0  | 1  | 2  | 2  | 8  | –6  |
| Hongkong       | 7    | 7  | 0  | 0  | 16 | 2  | +14 |
| India          | 2    | 1  | 0  | 1  | 7  | 2  | +5  |
| Indonesië      | 11   | 7  | 3  | 1  | 24 | 10 | +14 |
| Iran           | 20   | 3  | 5  | 12 | 15 | 32 | –17 |
| Irak           | 29   | 8  | 9  | 12 | 27 | 34 | –7  |
| Ivoorkust      | 1    | 0  | 0  | 1  | 1  | 6  | –5  |
| Jemen          | 8    | 7  | 1  | 0  | 22 | 3  | +19 |
| Japan          | 8    | 2  | 4  | 2  | 10 | 10 | 0   |
| Jordanië       | 18   | 10 | 4  | 4  | 25 | 14 | +11 |
| Kazachstan     | 4    | 2  | 0  | 2  | 6  | 4  | +2  |
| Kirgizië       | 1    | 0  | 1  | 0  | 0  | 0  | 0   |
| Koeweit        | 38   | 14 | 6  | 18 | 40 | 55 | –15 |
| Kroatië        | 1    | 0  | 0  | 1  | 2  | 3  | –1  |
| Laos           | 2    | 2  | 0  | 0  | 11 | 1  | +10 |
| Letland        | 1    | 1  | 0  | 0  | 3  | 1  | +2  |
| Libanon        | 8    | 7  | 1  | 0  | 16 | 3  | +13 |
| Libië          | 3    | 2  | 0  | 1  | 4  | 2  | +2  |
| Macedonië      | 3    | 1  | 1  | 1  | 1  | 2  | –1  |
| Maleisië       | 8    | 5  | 3  | 0  | 13 | 3  | +10 |
| Marokko        | 2    | 0  | 1  | 1  | 0  | 1  | –1  |
| Mali           | 1    | 0  | 1  | 0  | 0  | 0  | 0   |
| Mauritius      | 1    | 1  | 0  | 0  | 3  | 0  | +3  |
| Malediven      | 3    | 3  | 0  | 0  | 9  | 0  | +9  |
| Malta          | 1    | 0  | 0  | 1  | 0  | 2  | –2  |
| Myanmar        | 1    | 0  | 1  | 0  | 2  | 2  | 0   |
| Nieuw-Zeeland  | 1    | 1  | 0  | 0  | 3  | 2  | +1  |
| Noord-Ierland  | 1    | 0  | 1  | 0  | 1  | 1  | 0   |
| Noord-Korea    | 10   | 2  | 4  | 4  | 11 | 13 | –2  |
| Noorwegen      | 1    | 0  | 0  | 1  | 1  | 6  | –5  |
| Oman           | 31   | 16 | 9  | 6  | 57 | 28 | +29 |
| Oezbekistan    | 11   | 3  | 2  | 6  | 13 | 20 | –7  |
| Pakistan       | 1    | 1  | 0  | 0  | 5  | 0  | +5  |
| Palestina      | 6    | 4  | 2  | 0  | 7  | 2  | +5  |
| Paraguay       | 3    | 1  | 1  | 1  | 3  | 4  | –1  |
| Peru           | 1    | 0  | 0  | 1  | 0  | 2  | –2  |
| Rusland        | 2    | 0  | 1  | 1  | 3  | 6  | –3  |
| Saoedi-Arabië  | 38   | 6  | 15 | 17 | 27 | 52 | –25 |
| Schotland      | 1    | 0  | 0  | 1  | 0  | 1  | –1  |
| Singapore      | 10   | 9  | 0  | 1  | 25 | 3  | +22 |
| Slovenië       | 2    | 1  | 0  | 1  | 2  | 4  | –2  |
| Sri Lanka      | 3    | 3  | 0  | 0  | 9  | 0  | +9  |
| Soedan         | 4    | 3  | 1  | 0  | 9  | 2  | +7  |
| Syrië          | 9    | 4  | 2  | 3  | 14 | 13 | +1  |
| Tadzjikistan   | 4    | 3  | 0  | 1  | 10 | 3  | +7  |
| Thailand       | 15   | 5  | 5  | 5  | 15 | 19 | –4  |
| Tunesië        | 1    | 1  | 0  | 0  | 2  | 1  | +1  |
| Turkije        | 1    | 0  | 0  | 1  | 1  | 2  | –1  |
| Turkmenistan   | 2    | 2  | 0  | 0  | 6  | 0  | +6  |
| VA Emiraten    | 28   | 11 | 8  | 9  | 32 | 32 | 0   |
| Vietnam        | 6    | 3  | 1  | 2  | 14 | 5  | +9  |
| Wales          | 1    | 0  | 0  | 1  | 0  | 1  | –1  |
| Zimbabwe       | 1    | 0  | 0  | 1  | 0  | 2  | –2  |
| Zuid-Korea     | 7    | 1  | 2  | 4  | 6  | 12 | –6  |
| Zweden         | 1    | 0  | 1  | 0  | 0  | 0  | 0   |

QFA · A-internationals · Bondscoaches · Statistieken · Qatarees vrouwenelftal · Qatar U21 · Qatar U20 · Qatar U19 · Qatar U18 · Qatar U17
1970 – 1979 ·
1980 – 1989 ·
1990 – 1999 ·
2000 – 2009 ·
2010 – 2019 ·
2020 − 2029
OS 1984 · 
OS 1992
1970 · 
1971 · 
1972 · 
1973 · 
1974 · 
1975 · 
1976 · 
1977 · 
1978 · 
1979 · 
1980 · 
1981 · 
1982 · 
1983 · 
1984 · 
1985 · 
1986 · 
1987 · 
1988 · 
1989 · 
1990 · 
1991 · 
1992 · 
1993 · 
1994 · 
1995 · 
1996 · 
1997 · 
1998 · 
1999 · 
2000 · 
2001 · 
2002 · 
2003 · 
2004 · 
2005 · 
2006 · 
2007 · 
2008 · 
2009 · 
2010 · 
2011 · 
2012 · 
2013 · 
2014 ·
2015 ·
2016 ·
2017 ·
2018 ·
2019 ·
2020 ·
2021 ·
2022 ·
2023 ·
2024
Afghanistan ·
Albanië ·
Algerije ·
Andorra ·
Argentinië ·
Australië ·
Azerbeidzjan ·
Bahrein ·
Bangladesh ·
België ·
Bhutan ·
Bosnië en Herzegovina ·
Brazilië .
Bulgarije ·
Burkina Faso ·
Cambodja ·
Canada ·
Chili ·
China ·
Colombia ·
Congo-Kinshasa ·
Costa Rica ·
Curaçao ·
Ecuador ·
Egypte ·
El Salvador ·
Estland ·
Filipijnen ·
Finland ·
Georgië ·
Ghana ·
Grenada ·
Griekenland ·
Guatemala ·
Haïti ·
Honduras ·
Hongarije ·
Hongkong ·
Ierland ·
IJsland ·
India ·
Indonesië ·
Irak ·
Iran ·
Ivoorkust ·
Jamaica ·
Japan ·
Jemen ·
Jordanië ·
Kazachstan ·
Kenia ·
Kirgizië ·
Koeweit ·
Kroatië ·
Laos ·
Letland ·
Libanon ·
Libië ·
Liechtenstein ·
Luxemburg ·
Malediven ·
Maleisië ·
Mali ·
Malta ·
Marokko ·
Mauritius ·
Mexico ·
Moldavië ·
Myanmar ·
Nederland ·
Nieuw-Zeeland ·
Noord-Ierland ·
Noord-Korea ·
Noord-Macedonië ·
Noorwegen ·
Oezbekistan ·
Oman ·
Pakistan ·
Palestina ·
Panama ·
Paraguay ·
Peru ·
Portugal ·
Rusland ·
Saoedi-Arabië ·
Schotland ·
Senegal ·
Servië ·
Singapore ·
Slovenië ·
Soedan ·
Sri Lanka ·
Syrië ·
Tadzjikistan ·
Thailand ·
Tsjechië ·
Tunesië ·
Turkije · 
Turkmenistan ·
Verenigde Arabische Emiraten ·
Verenigde Staten ·
Vietnam ·
Wales ·
Zimbabwe ·
Zuid-Korea ·
Zweden ·
Zwitserland
Ecuador (2022) ·
Nederland (2022)